# هور جائه
هور جائه (انگلیسی: Hur Jae; ۲۸ سپتامبر ۱۹۶۵) بازیکن و مربی سابق بسکتبال و مجری تلویزیون اهل کره جنوبی است. وی در بازی‌های المپیک تابستانی ۱۹۸۸ و ۱۹۹۶ شرکت کرده‌است.